# Francesco De Silva (casa editrice)
Francesco De Silva è stata una casa editrice italiana fondata a Torino da Franco Antonicelli nel 1942. Il nome riprese quello del tipografo milanese, operante in Piemonte tra XV e XVI secolo.

## Storia e attività editoriale
Dopo aver iniziato, sotto il regime fascista, con edizioni di classici del pensiero (Goethe, Madame de Staël, Fromentin), dopo la liberazione pubblicò fino al 1948 opere di autori quali Umberto Cosmo, Delio Tessa, Alessandro Galante Garrone, Giorgio Petrocchi, Arrigo Cajumi, Ferdinando Neri, Luigi Salvatorelli, Gaetano Salvemini. Tra i libri di questo periodo spicca la prima edizione di Se questo è un uomo, il capolavoro di Primo Levi precedentemente rifiutato da Einaudi in seguito al parere sfavorevole di Cesare Pavese e Natalia Ginzburg (che ammise più tardi l'errore). Nel 1948 Antonicelli cedette la casa editrice a La Nuova Italia che continuò per alcuni anni a pubblicare col marchio De Silva opere di autori quali Leo Valiani, Gabriele Baldini, Mario Bonfantini, Luciana Frassati, Giorgio Pasquali, Walter Binni. Tra le opere di questo periodo spiccano Fare presto (e bene) perché si muore (1954), uno dei primi saggi dell'allora trentenne Danilo Dolci, Apostolato cattolico e condizione operaia: testimonianze e documenti sui preti operai (1955), il primo saggio del filosofo (allora ventisettenne) Claudio Cesa.